# بوی پیراهن یوسف
بوی پیراهن یوسف یک فیلم درام به کارگردانی ابراهیم حاتمی‌کیا و نویسندگی ابراهیم حاتمی‌کیا و داریوش مودبیان و به تهیه‌کنندگی مجید مدرسی محصول سال ۱۳۷۴ است. از بازیگران فیلم می‌توان به علی نصیریان و نیکی کریمی اشاره کرد. موسیقی متن معروف فیلم اثر مجید انتظامی است. آتیلا پسیانی به عنوان دستیار کارگردان در این فیلم فعالیت کرده است.

## خلاصه داستان
دایی غفور راننده یک تاکسی فرودگاه، با وجود همه مدارکی که ثابت می‌کند پسرش یوسف در جنگ شهید شده، هنوز فکر می‌کند که او زنده است و حتی حرف دامادش اصغر را که همرزم یوسف بوده قبول نمی‌کند. او با این که پلاک یوسف را هم در شکم یک کوسه یافته‌اند، همیشه منتظر است پسرش بازگردد. دایی غفور در فرودگاه با دختر جوانی به نام شیرین آشنا می‌شود که برای یافتن برادرش خسرو که در جنگ گم شده از اروپا به ایران آمده است. یکی از آزادگان که در زندان با خسرو، برادر شیرین بوده و به ایران بازگشته، با شیرین تماس می‌گیرد و می‌خواهد اطلاعاتی بدهد. شیرین و دایی غفور به دیدن او می‌روند و آزاده به آنها می‌گوید که خسرو سالم است و به زودی بازمی‌گردد. اما پنهانی به دایی غفور می‌گوید که نتوانسته حقیقت را به شیرین بگوید، زیرا خسرو در جریان یک اعتصاب در اردوگاه اعدام شده است. اصغر، داماد دایی غفور که معالجه اش را در آلمان ناتمام گذاشته و برگشته، مانند دایی غفور فکر می‌کند یوسف زنده است. به همین دلیل به مرز قصرشیرین ـ محل ورود اسرا ـ می‌رود. شیرین در تدارک استقبال از خسرو است که از حقیقت آگاه می‌شود. او به دایی غفور اعتراض می‌کند که می‌خواسته او را هم مانند خودش، اسیر توهم بازگشت عزیزش کند. شبی که شیرین قصد رفتن به پاریس را دارد، اصغر تلفنی به دایی غفور خبر می‌دهد که اطلاعاتی از خسرو به دست آمده و او به زودی به ایران بازمی‌گردد. دایی غفور و شیرین شبانه به سمت قصر شیرین حرکت می‌کنند. صبح روز بعد، هنگامی که شیرین در میان آزادگان به دنبال خسرو می‌گردد، ناباورانه یوسف را می‌بیند و مژده بازگشت عزیز دایی غفور را به او می‌دهد.

## بازیگران
- علی نصیریان
- نیکی کریمی
- جعفر دهقان
- شیرین بینا
- آتوسا قریشی
- عزیز هنرآموز
- قاسم زارع
- ابراهیم حاتمی‌کیا
- حسن پورشیرازی

## موسیقی
موسیقی متن فیلم ساخته مجید انتظامی است که پیش از این فیلم با حاتمی‌کیا در ساخت از کرخه تا راین همکاری کرده بود. آلبوم موسیقی متن فیلم بوی پیراهن یوسف در ۱۹ قطعه به مدت ۵۱ دقیقه منتشر شده است.

## مفهوم انتظار
به گزارش سینماسینما، خود ابراهیم حاتمی کیا در مصاحبه ای درباره این فیلم گفته : این فیلمی بود که تصور مرا از مفهوم انتظار مشخص می کرد. »